# Mimonectes spandlii
Mimonectes spandlii is een vlokreeftensoort uit de familie van de Mimonectidae. De wetenschappelijke naam van de soort is voor het eerst geldig gepubliceerd in 1931 door Stephensen & Pirlot.